# Tercer temps

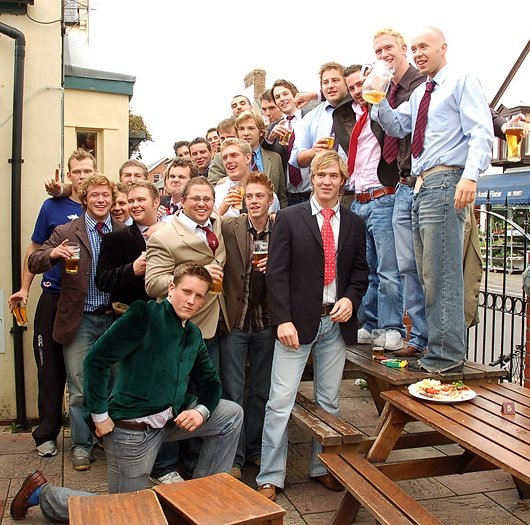
Tercer temps a Oxford (Anglaterra). El tercer temps és una tradició moral del rugbi, de màxima importància en el rugbi infantil, que connecta amb l'esperit de lleialtat general que busca establir el joc.

Tercer temps (third half en anglès i troisième meu-temps en francès) és una tradició del rugbi per la qual després de finalitzar el partit (de dos parts), els contrincants es troben per compartir un refrigeri i una "tapeta". Entre els sèniors normalment significa cervesa en grans quantitats i entre els júniors un suc de taronja i un sandvitx, fer gresca i xerinol·la en grup, com a excusa per confraternitzar i suavitzar els ressentiments que poguessin haver sorgit durant la confrontació. S'ha dit que el tercer temps és tant o més important que el joc mateix, perquè en gran manera és allà on els jugadors de rugbi aprenen a controlar les seves passions i els sentiments egoistes derivats de la confrontació física, per valorar el contrincant i concretar les relacions d'amistat i camaraderia que permeten el fet de practicar un esport en comú. El tercer temps és part del codi de conducta que regula el comportament ètic de totes les persones relacionades amb el rugbi, tot i que cada cop s'està estenent més la tradició als altres esports d'equip.

## Tercer temps i joc net
El tercer temps és part de l'esperit de joc net (fair play) que constitueix un component essencial de rugbi, des dels seus inicis mateixos, quan es va separar del futbol i va buscar convertir-se en una espècie de joc mirall d'aquest últim, cosa que intenta sintetitzar una dita tradicional britànica: "el futbol és un joc de princeses jugat per bèsties i el rugbi és un joc de bèsties jugat per princeses".
La denominació mateixa de "tercer temps" busca transmetre que el joc no acaba amb l'eventual victòria o derrota d'alguns dels contendents, sinó amb la camaraderia i la diversió en un grup indiferenciat dels qui en els dos temps anteriors havien estat contendents. En el rugbi el final no és la victòria, sinó la camaraderia i l'amistat.

## Modalitats
En el rugbi britànic, la tradició del tercer temps inclou que el o els rugbiers que han anotat més punts han de convidar a una ronda de xarrups als components de l'equip rival. Generalment es duu a terme en el buffet del club que va actuar com a local.
En les tradicions rugbístiques francesa i britànica, el tercer temps és també un moment per al cant festiu col·lectiu. Moltes d'aquestes "cançons de tercer temps" s'han tornat tradicionals i han estat gravades en discos. Com per exemple el famós càntic: "The beers after the battle dubi-duba" creat a Anglaterra a mitjans dels 80.

## La influència del professionalisme
A molts països, com Austràlia, Nova Zelanda, la Gran Bretanya, etc. el professionalisme ha fet que el tercer temps caigui en desús, a causa que els jugadors professionals actualment són molt previnguts amb la ingesta d'alcohol, ja que pot afectar el seu rendiment. Malgrat això la premsa esportiva ens mostra habitualment el contrari

## Difusió a altres esports
La creixent preocupació pel joc net i la recuperació de l'esperit "esportiu" que va caracteritzar a l'amateurisme, i que òbviament ha estat afectat per la professionalització de l'esport, en totes les seves manifestacions, ha fet que moltes activitats esportives hagin mirat al rugbi, i en particular a la institució del tercer temps, com un exemple a imitar. Una manifestació d'això és la decisió presa a finals de 2007, per la Lliga Italiana de Calcio, per imposar la salutació obligatòria dels jugadors en finalitzar el partit i la institució del tercer temps, un aperitiu compartit per tots els competidors, en tots els partits, inclosos els que correspon a la categoria màxima, a partir de 2008.